# Профилирана природо-математическа гимназия „Добри Чинтулов“
Профилирана природо-математическа гимназия „Добри П. Чинтулов“ е средно училище в Сливен. Гимназия „Добри Чинтулов“ е едно от най-старите училища в България. Създадена като училище през 1835 година и съществуваща като гимназия от 1878 година, емблематичната за Сливен образователна институция е извоювала име и авторитет на перспективно училище, в което учениците получават отлична подготовка, позволяваща им успешна житейска реализация.

## История
Училището е създадено през учебната 1835 – 1836 година. Първоначално е било килийно, по-късно третокласно, а след това и петокласно. От 1 септември 1878 г. училището е обявено за гимназия. През 1966 г. в гимназията се разкриват математически паралелки, които през 1971 г. се отделят в математическа гимназия „Проф. д-р Димитър Табаков“. През учебната 1985 – 1986 г. СПГ „Добри Чинтулов“ и МГ „Проф. д-р Димитър Табаков“ се обединяват в Природо-математическа гимназия „Добри П. Чинтулов“. Гимназията е побратимена с ВВМУ „Н. Й. Вапцаров“ във Варна.
Тук след Освобождението преподават и оставят трайна следа в образователното дело на страната учителите чехи Карел и Херменегилд Шкорпил, създатели на българската археология, Иван Кадлец, Владислав Шак, Йосиф Каломати, както и бъдещите професори историци Йордан Иванов, Димитър Косев, Туше Влахов. ППМГ „Добри Чинтулов“ е наследник на Сливенската мъжка гимназия.
Едновременно с много добрата общообразователна подготовка възпитаниците на гимназията имат възможността да се включат и в множество извънкласни и извънучебни форми на работа. Към гимназията са сформирани Чинтулова чета, мажоретен състав и ученически съвет.

## Материална база
Гимназията разполага с две сгради - стара и нова сграда, като новата споделя частично с ПГПЗЕ "Захарий Стоянов". Разполага с пет съвременни компютърни кабинета, кабинети с лаборатории по биология, физика и химия, кабинети по география и история, мултимедийни центрове, училищна библиотека с над 25 000 тома, фитнес зала и физкултурен салон, ботаническа градина, музей с природонаучен кът (единствен по рода си в България) и зала за старопечатна литература.
На 22.03.2022 г., празника на ППМГ „Добри Чинтулов“, е официално открит STEM-център по природни науки, както и модернизирани компютърни кабинето за обучение по информатика и информационни технологии.
През 2023 година е завършено цялостно обновяване на фасадата на старата сграда на гимназията. 
Предстои основен ремонт на физкултурния салон, който е в много лошо техническо състояние. 

## Химн
През 1922 година сливенският композитор (и учител по музика в гимназията) Мишо Тодоров и сливенският поет Йордан Богдар създават химн на училището:
Годините властно минават,
ний тръгваме бодро след тях,
на Чинтулов името славим,    
гирлянди пленем от цветя.   
Навеки тук да пребъдат  
просвета, просвета, възход.
Да видим възмогнат и мъдър 
тоз верен и честен народ.
Годините властно минават,
ний тръгваме бодро след тях,
на Чинтулов името славим,    

гирлянди пленем от цветя.  

## Известни личности, учили в гимназията
През годините тук са учили Елин Пелин, Пенчо Славейков, Никола Фурнаджиев, Константин Константинов, Георги Джагаров, Радой Ралин, Дамян Дамянов, „бащата на българското кино“ Васил Гендов, летописецът на Сливен Симеон Табаков, инж. Иван Иванов, Петър Гудев, министър-председател на страната през 1907 г., преподаватели от академичните среди, лекари, юристи, инженери, архитекти, дипломати, актьори, музиканти, икономисти, предприемачи.

## Прием
Днес в Чинтуловата гимназия учат над 900 ученици в сферата на природните и хуманитарните науки, математиката и информатиката. Училището приема ученици след завършен 4. и 7. клас в 36 паралелки.

### Прием след завършен 4. клас
Приемът на ученици в 5. клас в ППМГ „Добри Чинтулов“, гр. Сливен за учебната 2025/2026 г. е две паралелки с общ брой ученици 52.

### Прием след завършен 7. клас
Приемът на ученици в 8. клас в ППМГ „Добри Чинтулов“, гр. Сливен за учебната 2024/2025 г. е четири профилирани паралелки и една професионална паралелка с общ брой ученици 130:
- Профил „Природни науки“ с интензивно изучаване на английски език и профилиращи предмети биология и здравно образование и химия и опазване на околната среда – 1,5 паралелки.
- Профил „Природни науки“ с интензивно изучаване на немски език и профилиращи предмети биология и здравно образование и химия и опазване на околната среда – 0,5 паралелки.
- Профил „Математически“ с интензивно изучаване на английски език и профилиращи предмети математика и информатика – 0,5 паралелки.
- Профил „Математически“ с интензивно изучаване на немски език и профилиращи предмети математика и информатика – 0,5 паралелки.
- Профил „Софтуерни и хардуерни науки“ с интензивно изучаване на английски език и профилиращи предмети информатика и информационни технологии – 1 паралелка.
- Професия „Компютърен график“, специалност „Компютърна графика“, професионално направление „Аудио-визуални изкуства и техники: производство на медийни продукти“ с интензивно изучаване на английски език – 1 паралелка.